# The Young Tradition
The Young Tradition war eine britische Folkband der 1960er Jahre, gegründet von Peter Bellamy, Royston Wood und Heather Wood. Sie nahm im Laufe ihrer Karriere insgesamt drei Alben auf, auf denen sie meist britische Folklieder a cappella sangen.

## Bandgeschichte
Die Band wurde am 18. April 1965 gegründet. Der größte Teil der Lieder waren traditionelle britische Folklieder, die ohne instrumentale Begleitung vorgetragen wurden. Die Gruppe wurde dabei stark von der Musik der Copper Family beeinflusst, die ebenfalls viele Lieder ohne Instrumentalisierung aufnahmen. Sie erweiterte das Repertoire der reinen Folkmusik um eigen komponierte Lieder, die stark im englischen Folk verwurzelt waren. Beispiel hierfür ist der von Cyril Tawney geschriebene Shanty Chicken on a Raft.
Als in den späten 1960ern London das Zentrum des British folk revival wurde, zogen die Mitglieder in die Stadt und teilten sich ein Haus mit John Renbourn, Bert Jansch und Anne Briggs.
Die drei Alben und die eine EP wurden über Transatlantic Records veröffentlicht. Sie arbeiteten ebenfalls mit Shirley Collins zusammen. Das Ergebnis The Holly Bears the Crown wurde 1969 veröffentlicht. Eine Single daraus erschien über Argo Records 1974, allerdings konnte aufgrund von Teilrechten der Band am Album, es erst nach deren Auflösung veröffentlicht werden. Das gesamte Album wurde schließlich 1995 über Fledg'ling Records veröffentlicht. Transatlantic veröffentlichte 1969 auch eine Zusammenstellung: The Young Tradition Sampler.
Ihre späteren Werke wurden stärker von der Musik des Mittelalters beeinflusst. Galleries wurde dazu musikalisch von Dolly Collins, Dave Swarbrick, David Munrow und den Early Music Consort bereichert.
1969 löste sich die Gruppe aufgrund von musikalischen Differenzen auf. Das letzte Konzert war im Cecil Sharp House, dem Sitz der English Folk Dance and Song Society im Oktober 1969.
Royston Wood und Heather Wood arbeiteten nach der Auflösung weiter zusammen und veröffentlichten 1977 das Album "No Relation", bei dem Peter Bellamy als Gast auftritt.
Royston Wood arbeitete im Anschluss noch mit Swan Arcade zusammen und starb 1990 bei einem Autounfall. Peter Bellamy beging 1991 Suizid. Heather Wood lebte seit 1977 in New York. Sie starb dort 2024.

## Diskografie
- 1965 – The Young Tradition
- 1966 – So Cheerfully Round
- 1968 – Chicken on a Raft (EP)
- 1969 – Galleries
- 1969 – The Young Tradition Sampler
- 1973 – Galleries Revisited (Wiederveröffentlichung von Galleries mit Begleittext von Heather Wood)
- 1977 – Royston Wood & Heather Wood – No Relation
- 1995 – The Holly Bears the Crown (aufgenommen 1969, veröffentlicht 1995)
- 1997 – Galleries/No Relation (Wiederveröffentlichung von Galleries und der EP No Relation mit Bonussongs von Royston & Heather Wood)
- 1999 – The Young Tradition/So Cheerfully Round (Wiederveröffentlichung der ersten beiden Alben)
- 2013 – Oberlin 1968 – (Liveaufnahme Oberlin College am 17. November 1968)